# Donnerstedt
Donnerstedt ist ein Ortsteil der Gemeinde Thedinghausen in der Samtgemeinde Thedinghausen im niedersächsischen Landkreis Verden.

## Geografie

### Lage
Donnerstedt liegt im mittleren Bereich der Gemeinde Thedinghausen, 2 km westlich vom Kernort Thedinghausen entfernt.

### Flüsse
Die Weser fließt nördlich in 3 km Entfernung.

### Nachbargemeinden
Nachbarorte sind – von Norden aus im Uhrzeigersinn – Dibbersen, Eißel, Thedinghausen, Felde und Riede.

## Geschichte
Der Ort wurde 1534 erstmals urkundlich erwähnt.
Am 1. Juli 1972 wurde die Gemeinde Dibbersen-Donnerstedt in die Gemeinde Thedinghausen eingegliedert. Diese wechselte in den Landkreis Verden.

## Infrastruktur

### Verkehr
Donnerstedt liegt fernab des großen Verkehrs. Durch den Ort führt keine Landes- und keine Bundesstraße. Die A 27 verläuft 7 km entfernt nördlich und die A 1 nordwestlich, ebenfalls 7 km entfernt.

### Wirtschaft
Auf dem „Gut Donnerstedt“ befindet sich ein Obstbaubetrieb, der 1952 gegründet wurde. Jetzt in der dritten Generation wird auf 12 ha 100 % ökologisch Obstbau betrieben. Donnerstedt trägt auch den Beinamen „Ort der Obstplantagen“.

### Erholungsgebiet
Das sogenannte „Adelige Holz“ (auch „Thedinghäuser Holz“ genannt) zwischen der Straße „Am Adeligen Holze“ und der „Westerwischer Straße“ ist ein Landschaftsschutzgebiet und in privatem Besitz. Mit einer Ausdehnung von ca. 1,0 km × 0,6 km ist es heute der Rest eines früher ausgedehnten Waldgebietes. Der Förderverein „Waldkindergarten Adeliges Holz e. V.“ darf einen Teil des Waldstückes für einen Waldkindergarten nutzen, so dass dort Waldpädagogik verwirklicht werden kann. Bei allzu rauer Witterung bietet ein beheizbarer Bauwagen den „Thänhuser Holtkinners“ (auf Hochdeutsch: „Thedinghauser Waldkinder“) Schutz.